# Royce da 5'9"
Ryan Montgomery (født 5. juli 1977 i Detroit, Michigan i USA) er en amerikansk rapper, bedre kendt under kunstnernavnet Royce da 5'9". Han er kendt for sin tidligere association med Detroit hip hop luminary og Eminem. Han har udgivet 4 studioalbum og et mixtape. Royce var den ene halvdel af rap duoen Bad Meets Evil med Eminem og i øjeblikket medlem af hip hop gruppe Slaughterhouse. Hans navn er afledt af bilmærket Rolls-Royce og sin højde på ca. 1,74 m (5 fod og 9 tommer). 
Trods hans arbejde med flere prominente rappere, har han stadig til gode at få et stort internationalt gennembrud. Men med sin nye plade "success is certain", der udkom i August 2011, har han for alvor fået slået sit navn fast inden for rappen. Journalisterne hos about.com har rangeret ham som den 30 bedste på deres liste Top 50 MCs of Our Time (1987–2007). 

## Diskografi

### Soloalbum
- Rock City (2002)
- Death Is Certain (2004)
- Independent's Day (2005)
- Street Hop (2009)

### Collaboration album
- Slaughterhouse (med Slaughterhouse) (2009)

### Mixtape & compilation album
- Bad Meets Evil (1999)
- Build & Destroy (2003)
- M.I.C.: Make It Count (2004)
- The Bar Exam (2007)
- The Bar Exam 2 (2008)
- The Bar Exam 2: The Album (2008)
- The Bar Exam 3: The Most Interesting Man (2010)
- Hell: The Sequel (2011)